# محمد البسیونی (بازیکن واترپلو)
محمد البسیونی (انگلیسی: Mohamed El-Bassiouni؛ زادهٔ ۳ مهٔ ۱۹۴۸) بازیکن واترپلو اهل مصر بود.